# Havuts Tar
Havuts Tar (en arménien Հավուց Թառ) ou Havuts Tar Vank (Հավուց Թառ Վանք) est un monastère arménien situé dans la vallée de l'Azat, dans la réserve d'État de la forêt de Khosrov, à proximité des communautés rurales de Goght et de Garni, dans le marz de Kotayk, au centre de l'Arménie. Il a été édifié aux XIe et XIIIe siècles.

## Photos

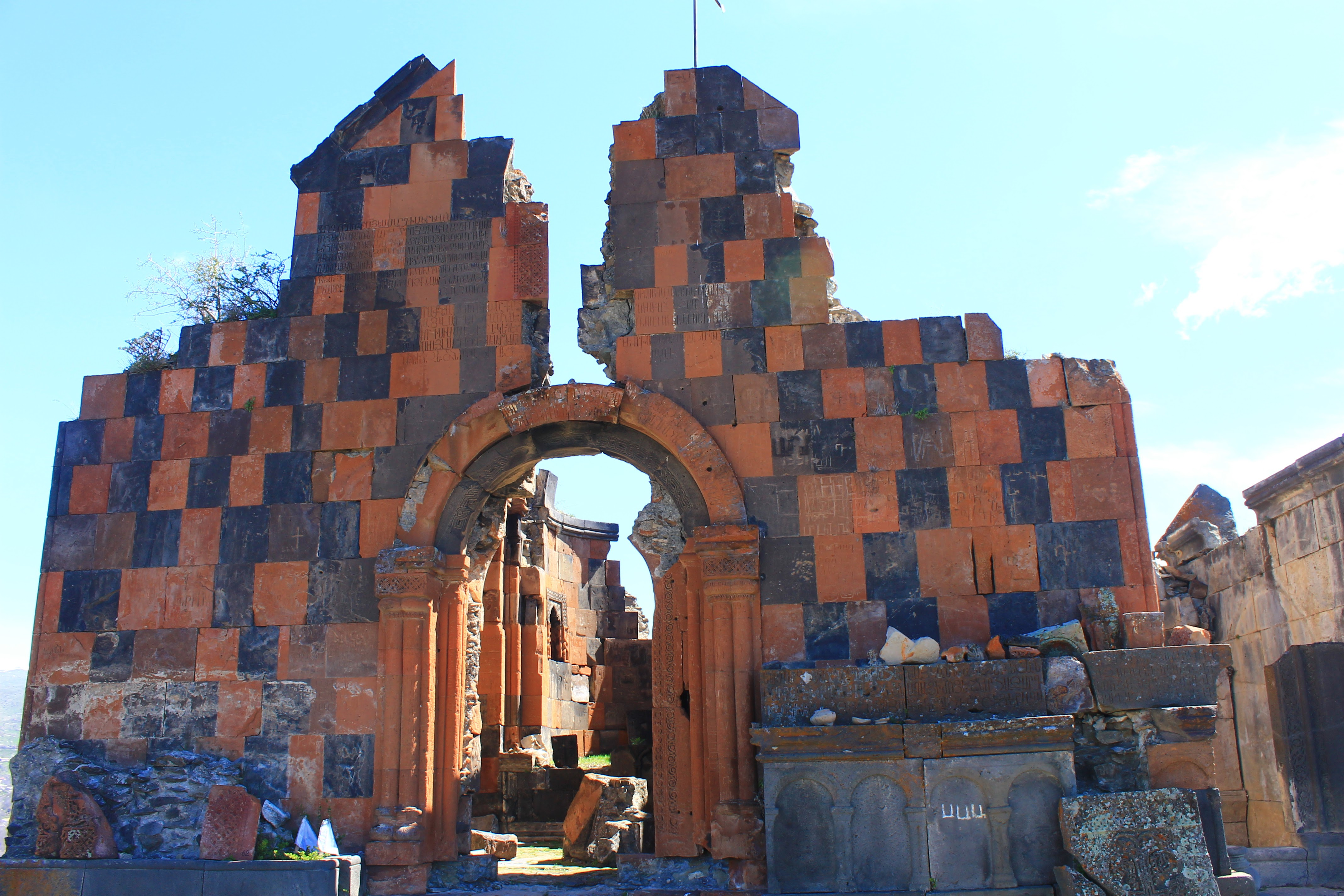
porche de l'église
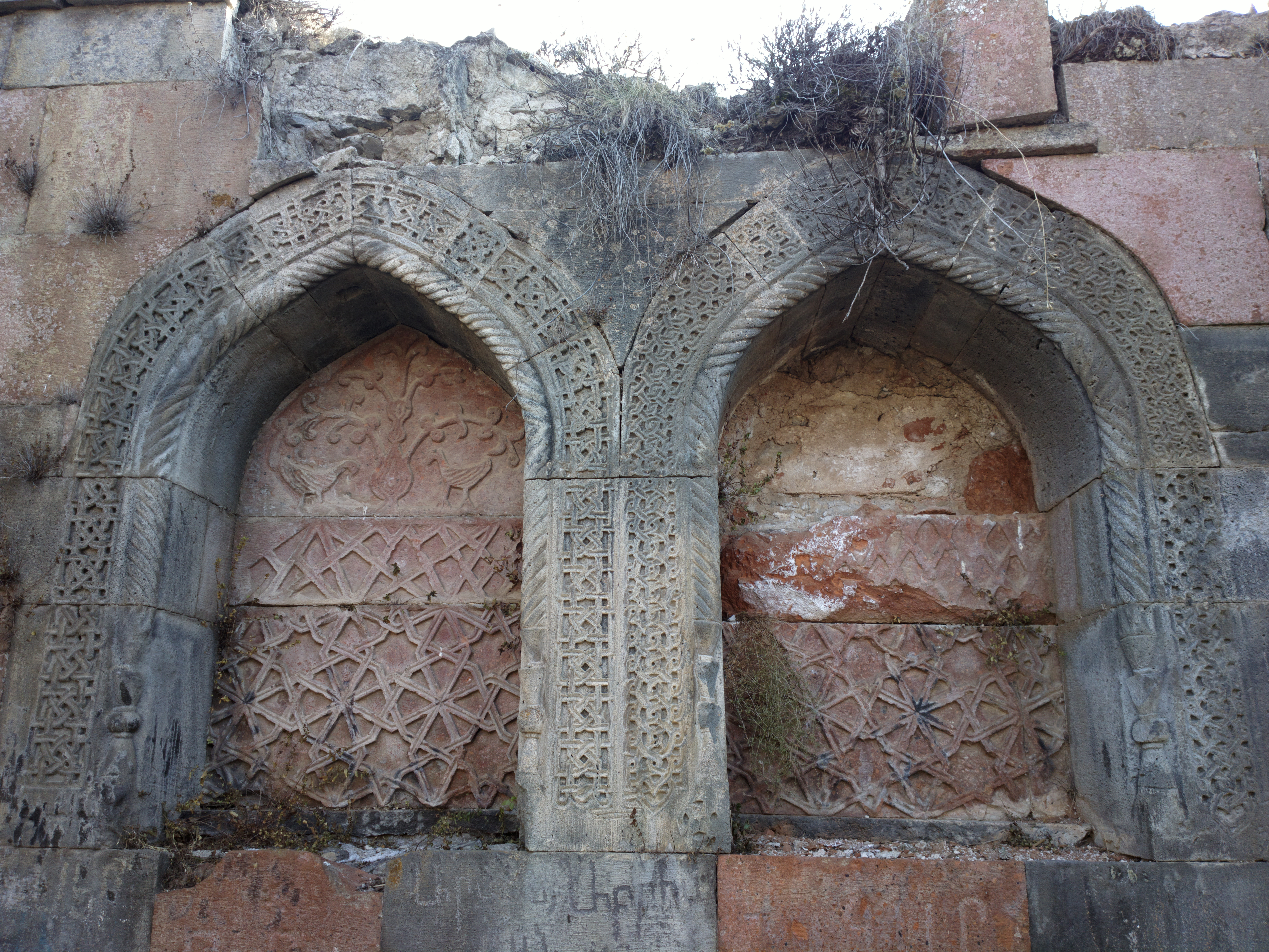
remplage de baies
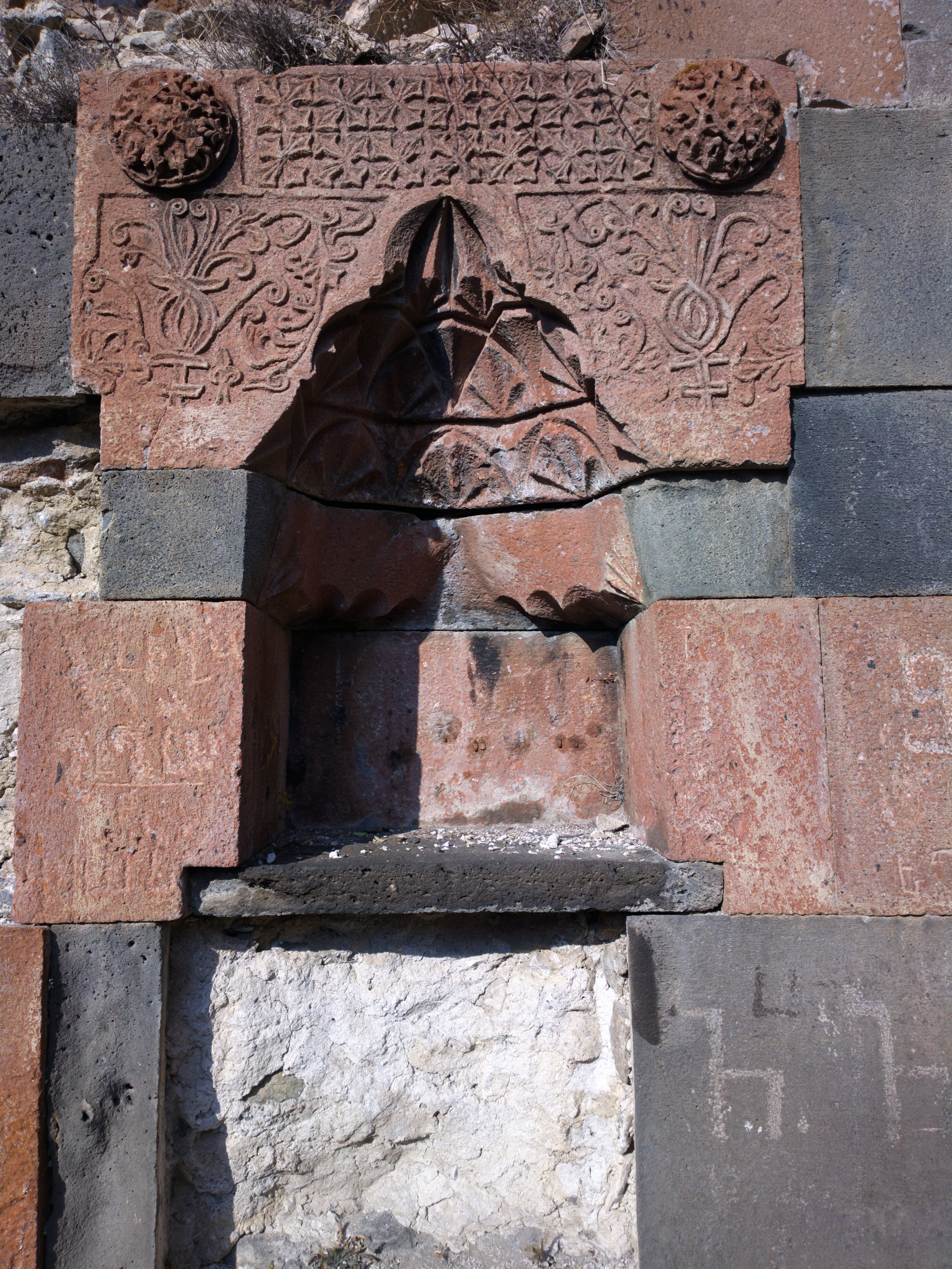